# Hearts of Iron (computerspelserie)
Hearts of Iron is een serie van grand strategy computerspellen ontwikkeld door het Zweedse Paradox Development Studio. In de serie speelt de speler als de leider van een land in de periode rond de Tweede Wereldoorlog (1939-1945). 

## Ontwikkelde spellen
| Release | Titel              | Platform              |
| ------- | ------------------ | --------------------- |
| 2002    | Hearts of Iron     | Mac OS X, Windows     |
| 2005    | Hearts of Iron II  | Mac OS X, Windows     |
| 2009    | Hearts of Iron III | OS X, Windows         |
| 2016    | Hearts of Iron IV  | Linux, macOS, Windows |